# Montenegrinischer Fußballpokal

Logo des montenegrinischen Fußballverbandes FSCG

Der montenegrinische Fußballpokal (montenegrinisch Црногорски фудбалски куп Crnogorski fudbalski kup) ist der der nationale Fußball-Pokalwettbewerb für Männerfußball-Vereinsmannschaften in Montenegro. Nach fast 90 Jahren Zugehörigkeit zu Jugoslawien wurde das südosteuropäische Land im Jahr 2006 nach der Trennung von Serbien und Montenegro unabhängig. Der am 28. Juni 2006 gegründete montenegrinische Fußballverband Fudbalski savez Crne Gore (FSCG) ist für die Durchführung des Wettbewerbes verantwortlich. Der Pokalsieger erhält einen Platz in der zweiten Qualifikationsrunde zur UEFA Europa League, wenn er sich nicht schon für die UEFA Champions League qualifiziert hat. Die bisherigen Endspiele wurden im Stadion pod Goricom mit 17.000 Plätzen ausgetragen.
Aktueller Titelträger 2025 ist FK Dečić Tuzi und Rekordsieger ist FK Budućnost Podgorica mit fünf Erfolgen.

## Die Endspiele im Überblick
| Saison  | Datum                                                         | Austragungsort                                                | Sieger                                                        | Ergebnis                                                      | Finalist                                                      | Zuschauerzahl                                                 |
| ------- | ------------------------------------------------------------- | ------------------------------------------------------------- | ------------------------------------------------------------- | ------------------------------------------------------------- | ------------------------------------------------------------- | ------------------------------------------------------------- |
| 2006/07 | 30. Mai 2007                                                  | Stadion pod Goricom, Podgorica                                | FK Rudar Pljevlja                                             | 2:1                                                           | FK Sutjeska Nikšić                                            | 4.500                                                         |
| 2007/08 | 7. Mai 2008                                                   | Stadion pod Goricom, Podgorica                                | FK Mogren                                                     | 1:1 n. V. 6:5 i. E.                                           | FK Budućnost Podgorica                                        | 8.000                                                         |
| 2008/09 | 13. Mai 2009                                                  | Stadion pod Goricom, Podgorica                                | OFK Petrovac                                                  | 1:0 n. V.                                                     | FK Lovćen Cetinje                                             | 4.000                                                         |
| 2009/10 | 19. Mai 2010                                                  | Stadion pod Goricom, Podgorica                                | FK Rudar Pljevlja                                             | 2:0                                                           | FK Budućnost Podgorica                                        | 7.000                                                         |
| 2010/11 | 25. Mai 2011                                                  | Stadion pod Goricom, Podgorica                                | FK Rudar Pljevlja                                             | 2:2 n. V. 7:6 i. E.                                           | FK Mogren                                                     | 5.000                                                         |
| 2011/12 | 23. Mai 2012                                                  | Stadion pod Goricom, Podgorica                                | FK Čelik Nikšić                                               | 2:1                                                           | FK Rudar Pljevlja                                             | 7.000                                                         |
| 2012/13 | 22. Mai 2013                                                  | Stadion pod Goricom, Podgorica                                | FK Budućnost Podgorica                                        | 1:0                                                           | FK Čelik Nikšić                                               | 4.000                                                         |
| 2013/14 | 21. Mai 2014                                                  | Stadion pod Goricom, Podgorica                                | FK Lovćen Cetinje                                             | 1:0                                                           | FK Mladost Podgorica                                          | 4.500                                                         |
| 2014/15 | 20. Mai 2015                                                  | Stadion pod Goricom, Podgorica                                | FK Mladost Podgorica                                          | 2:1 n. V.                                                     | OFK Petrovac                                                  | 3.500                                                         |
| 2015/16 | 2. Juni 2016                                                  | Stadion pod Goricom, Podgorica                                | FK Rudar Pljevlja                                             | 0:0 n. V. 4:3 i. E.                                           | FK Budućnost Podgorica                                        | 6.000                                                         |
| 2016/17 | 31. Mai 2017                                                  | Stadion pod Goricom, Podgorica                                | FK Sutjeska Nikšić                                            | 1:0                                                           | FK Grbalj Radanovići                                          | 5.000                                                         |
| 2017/18 | 31. Mai 2018                                                  | Stadion pod Goricom, Podgorica                                | FK Mladost Podgorica                                          | 2:0                                                           | FK Igalo 1929                                                 | 5.500                                                         |
| 2018/19 | 30. Mai 2019                                                  | Stadion pod Goricom, Podgorica                                | FK Budućnost Podgorica                                        | 4:0                                                           | FK Lovćen Cetinje                                             | 7.500                                                         |
| 2019/20 | Der Wettbewerb wurde wegen der COVID-19-Pandemie abgebrochen. | Der Wettbewerb wurde wegen der COVID-19-Pandemie abgebrochen. | Der Wettbewerb wurde wegen der COVID-19-Pandemie abgebrochen. | Der Wettbewerb wurde wegen der COVID-19-Pandemie abgebrochen. | Der Wettbewerb wurde wegen der COVID-19-Pandemie abgebrochen. | Der Wettbewerb wurde wegen der COVID-19-Pandemie abgebrochen. |
| 2020/21 | 30. Mai 2021                                                  | Stadion pod Goricom, Podgorica                                | FK Budućnost Podgorica                                        | 3:1                                                           | FK Dečić Tuzi                                                 | 1.200                                                         |
| 2021/22 | 29. Mai 2022                                                  | Stadion pod Goricom, Podgorica                                | FK Budućnost Podgorica                                        | 1:0                                                           | FK Dečić Tuzi                                                 | 4.219                                                         |
| 2022/23 | 29. Mai 2023                                                  | Stadion pod Goricom, Podgorica                                | FK Sutjeska Nikšić                                            | 1:1 n. V. 4:3 i. E.                                           | FK Arsenal Tivat                                              | 3.500                                                         |
| 2023/24 | 30. Mai 2024                                                  | Stadion pod Racinom, Plav                                     | FK Budućnost Podgorica                                        | 2:1                                                           | FK Jezero Plav                                                | 5.000                                                         |
| 2024/25 | 29. Mai 2025                                                  | Gradski Stadion, Nikšić                                       | FK Dečić Tuzi                                                 | 1:0                                                           | FK Mornar Bar                                                 | 2.500                                                         |

### Rangliste der Sieger und Finalisten
| Verein                 | Siege | Jahr(e)                      | Finalt. |
| ---------------------- | ----- | ---------------------------- | ------- |
| FK Budućnost Podgorica | 5     | 2013, 2019, 2021, 2022, 2024 | 3       |
| FK Rudar Pljevlja      | 4     | 2007, 2010, 2011, 2016       | 1       |
| FK Mladost Podgorica   | 2     | 2015, 2018                   | 1       |
| FK Sutjeska Nikšić     | 2     | 2017, 2023                   | 1       |
| FK Lovćen Cetinje      | 1     | 2014                         | 2       |
| FK Dečić Tuzi          | 1     | 2025                         | 2       |
| FK Mogren              | 1     | 2008                         | 1       |
| OFK Petrovac           | 1     | 2009                         | 1       |
| FK Čelik Nikšić        | 1     | 2012                         | 1       |
| FK Grbalj Radanovići   | –     |                              | 1       |
| FK Igalo 1929          | –     |                              | 1       |
| FK Arsenal Tivat       | –     |                              | 1       |
| FK Jezero Plav         | –     |                              | 1       |
| FK Mornar Bar          | –     |                              | 1       |
| Gesamt:                | 18    |                              | 18      |